# Syndrome de la bonne élève
Le syndrome de la bonne élève, ou syndrome du bon élève moins communément en raison de son aspect fortement genré, également parfois complexe de la bonne élève, est une approche du travail basée sur les qualités appréciées à l'école plutôt que sur l'initiative attendue dans le monde professionnel.

## Concept
La bonne élève cherche l'approbation et les félicitations de la hiérarchie et a du mal à s'évaluer elle-même. Elle cherche donc à respecter le cadre qu'on lui propose, au détriment de qualités professionnelles appréciées dans le monde du travail, comme l'assertivité et la prise d'initiative. De plus, les bons élèves tendent à voir leur travail moins apprécié, ne recevant donc pas les félicitations qu'ils recherchent. Leur confiance en soi est donc affectée négativement par le monde du travail.
La bonne élève tend aussi à manquer de recul par rapport à son travail. La peur de déplaire et de ne pas respecter les consignes données prend le pas sur toute vision globale du travail et nuit à la hierachisation des tâches. 
Le syndrome de la bonne élève cause une certaine anxiété de ne pas être à la hauteur de ce qui plaira aux supérieurs, ce qui peut mener à un syndrome d'épuisement professionnel. En effet, la bonne élève, inquiète de déplaire, n'ose pas refuser une charge trop importante de travail et tend à ne pas exprimer ses doutes et mécontentements. Paradoxalement, le sur-investissement de la bonne élève tend à ne pas être récompensé par sa hiérarchie. En effet, cette dernière n’a aucune incitation à promouvoir la bonne élève puisque la simple peur de décevoir est chez elle un moteur amplement suffisant à son sur-investissement professionnel. Ajoutons à cela que la peur de déplaire se traduit aussi par une peur de demander toute promotion ou augmentation.

## Dimension genrée du syndrome
Le syndrome de la bonne élève touche essentiellement les femmes dans le monde occidental, d'où son nom. Les petites filles sont souvent considérées meilleures élèves que les garçons, et subissent une pression sociale qui valorise les comportements de bonne élève. Au cours de leur éducation, elles sont plus encouragées à être sages et à rester à leur place attribuée, les garçons étant plus encouragés à s'exprimer sur leur mécontentement et à prendre des risques, des valeurs plus appréciées dans le monde professionnel. De plus, les femmes peuvent ressentir un besoin de tout faire parfaitement pour justifier leur présence dans un monde du travail encore perçu comme masculin.